# Коронавірусна хвороба 2019 у Чорногорії
Спалах коронавірусної хвороби 2019 у Чорногорії — це поширення пандемії коронавірусної хвороби 2019 на територію Чорногорії. Перший випадок коронавірусної хвороби на території країни зареєстровано 17 березня 2020 року, після чого Чорногорія стала останньою європейською країною, в якій зареєстровані випадки коронавірусної хвороби.
За тиждень після підтвердження першого випадку коронавірусної хвороби в країні кількість випадків зросла до 51, а за два тижні, 31 березня, кількість хворих сягнула 120. первинні випадки складають 18 % усіх зареєстрованих хворих, 72 % інфікувалися унаслідок контакту з первинними хворими, походження інфекції у ще 10 % хворих не встановлено. За оцінками уряду Чорногорії, країні потрібна фінансова допомога на суму 59,2 мільйона євро для вирішення медичних, соціальних та економічних проблем, пов'язаних з пандемією CoVID-19.
Станом на 4 травня загальна кількість зареєстрованих випадків коронавірусної хвороби в країні становила 324. В період з 24 травня по 14 червня випадки коронавірусу в країні не фіксувалися, проте після цієї дати кількість інфікованих в країні знову почала рости і в серпні перевищила 4000.

## Хронологія

### 2020
17 березня офіційні особи повідомили про перші 3 випадки коронавірусної хвороби в Чорногорії: жінки 1973 року народження і чоловіка 1963 року народження в столиці країни Подгориці, та жінки 1948 року народження в Ульцині. Перші двоє хворих прибули 5 днів тому з Іспанії, та знаходились під медичним спостереженням. Третій хворий прибув 12 днів тому з США.
18 березня підтверджені 6 нових випадків. У одного з них не було контактів із підтвердженими випадками, виявленими за добу до цього.
19 березня вранці підтверджено 2 випадки інфікування коронавірусною хворобою, число хворих у країні зросло до 10. Пізніше цього ж дня підтверджено ще 3 випадки інфікування, після чого кількість виявлених хворих збільшилось до 13.
20 березня 14-тий випадок зареєстровано в Херцег-Новому.
21 березня підтверджені 2 нових випадки захворювання. 22 березня підтверджено ще 6 випадків хвороби. Один із цих хворих, 65-річний чоловік, який кілька днів тому їздив до Сербії, помер наступного дня в лікарні, ставши першою жертвою коронавірусної хвороби в країні.
23 березня підтверджено ще 5 випадків коронавірусної хвороби.
24 березня підтверджено 14 нових випадків хвороби.
25 березня підтверджено 6 нових випадків.
26 березня виявлено ще 14 випадків коронавірусної хвороби. Пізніше цього ж дня виявлено ще 2 випадки хвороби, на той день під медичним спостереженням знаходилось 6258 осіб.
27 березня виявлено ще одного хворого. Пізніше цього ж дня (о 17:45) підтверджено ще 5 випадків, усі зареєстровані в Андрієвиці, під медичним спостереженням знаходились 6278 осіб. Пізніше цього ж дня (о 21:00), зареєстровано ще 7 випадків хвороби, 3 в Барі та 4 в Тузі.
28 березня підтверджено 2 нових випадки, по одному в Тиваті і Подгориці.
29 березня підтверджений ще один випадок хвороби.
30 березня у країні підтверджено 6 нових випадків хвороби. 31 березня виявлено ще 18 випадків інфікування коронавірусом.
1 квітня підтверджено 14 нових випадків коронавірусної хвороби.
2 квітня підтверджено 17 нових випадків.
3 квітня у місті Бар зареєстровано першого хворого, який видужав у країні.
25 травня в країні вилікувався останній хворий на коронавірус. За цей час інфікувалося 324 особи, з них 9 померли, решта вилікувалися. В країні вже 19 днів не було нових випадків інфікування.
1 червня влада країни відкрила кордони для в'їзду громадян понад 120 країн, України та США чи Росії серед них не було.
14 червня було зареєстровано перший новий випадок в країні з 4 травня . Однак це також перший зареєстрований завезений випадок, оскільки особа з Боснії та Герцеговини, яка перебувала на самоізоляції, виявилася позитивною.
15 червня в країні було зареєстровано ще один завезений випадок – також із Боснії та Герцеговини, який на той час знаходився в Будві. Станом на 15 червня в Чорногорії було два активних випадки.
У червні кількість хворих знову почала рости і на 21 червня склала 31 особа (+18 особи за попередню добу). З 26 червня влада Чорногорії повторно запровадила жорсткий карантин, включаючи 11 годинну комендантську годину — з 18:00 до 5:00.
8 липня Чорногорія спростила в'їзд для українців, з цього дня для в'їзду не потрібно мати негативний тест на коронавірус.
22 липня країна знову обмежила в'їзд для іноземців. Так, в'їзд жителів «червоного списку» можливий лише повітряним транспортом. Винятком є іноземці, що останні 15 днів були в країнах «зеленого» або «жовтого» списків.
1 серпня Україна внесла Чорногорію до країн «червоного списку», через що люди, що прибувають звідти мають пройти карантин або здати ПЛР-тест.
6 серпня Чорногорія включила Україну до списку безпечних країн, що дозволило українським туристам відвідувати країну.
7 жовтня 2020 року найвідоміший священнослужитель країни Амфілохій Радович, сербський православний єпископ-митрополит Чорногорії та Примор'я, отримав позитивний результат тестування на COVID-19. Він помер 30 жовтня 2020 року в Подгориці у віці 82 років. Незважаючи на заборону урядом Чорногорії масових зібрань через поширення вірусу COVID-19, перед собором Подгориці зібрались тисячі людей, присутні віруючі, а також предстоятелі Православної Церкви та митрополити з Сербії, Боснії і Герцеговини, Греції, України та Албанії, римо-католицької Архідієцезії Бара та ісламських громад Чорногорії та Сербії, на похороні також були присутні велика кількість політичних лідерів Чорногорії та сусідніх країн. Промови на похоронах виголосили єпископ Будимльсько-Нікшицький Іоаникій, патріарх Сербський Іриней, кандидат на посаду прем'єр-міністра Чорногорії Здравко Кривокапич, голова парламенту Чорногорії Алекса Бечич, а також сербський поет і близький друг Амфілохія Матія Бечкович. Похорон спричинив новий спалах поширення хвороби, і кілька церковних ієрархів, включаючи патріарха Іринея, також захворіли на початку листопада. Після спалаху в Подгориці сербські православні священики почали закликати своїх парафіян серйозніше поставитися до поширення хвороби.
24 грудня в країні було скасовано комендантську годину на Різдво й Новий рік.

### 2021
11 січня Чорногорія оновила правила в'їзду до країни, зокрема, відмінивши обов'язковий до цього негативний тест на COVID.
12 лютого Чорногорія дозволила закупівлю російської вакцини Спутник V, а згодом Сербія передала Чорногорії 4 тис. доз російської вакцини Спутник V. 21 лютого в Чорногорії почалася вакцинація російською вакциною.
31 липня заборонено відвідування кафе, нічних клубів і спортивних заходів без COVID-сертифікату.

## Урядові заходи

### Загальнодержавні заходи
13 березня уряд Чорногорії оголосив про початковий раунд запобіжних заходів, спрямованих на зниження ризику передачі COVID-19. Запроваджено наступні заходи. Особи, які порушують правила, можуть бути оштрафовані та/або заарештовані та позбавлені волі на строк до року. Деякі із заходів перераховані нижче:
- Носити маски потрібно в усіх закритих громадських місцях (наприклад, у магазинах, банках тощо).
- Продовження терміну дії прострочених посвідок на постійне та тимчасове проживання та туристичних віз до 1 липня.
- Магазини одягу, книжкові магазини, перукарні, фітнес-центри, магазини, ремонтні майстерні, стоматологічні кабінети, автошколи, агентства прокату автомобілів, музеї та галереї відновлюють роботу з дотриманням обов'язкового соціального дистанціювання та використання масок.
- Пляжі були відкриті. Для кожного комплекту з 2 шезлонгів і одного навісу від сонця буде виділено площу 16 м². Це ж правило стосується тих, хто бажає лежати на пляжі зі своїми рушниками. Шезлонги та інше обладнання щодня дезинфікуватимуть.
- У громадських місцях дозволені індивідуальні спортивні заходи з дотриманням обов'язкових заходів соціального дистанціювання. Групові спортивні заходи також дозволені за участю до 200 глядачів, які також повинні дотримуватися заходів соціального дистанціювання.
- Внутрішні морські перевезення людей і вантажів відновлено з дотриманням відповідних профілактичних заходів, зокрема носіння масок. Також дозволений морський транспорт для відпочинку.
- Релігійні обряди дозволені за певних суворих умов, зокрема:
  - Максимум одна людина на 10 м² всередині релігійної споруди;
  - Люди повинні дотримуватися дистанції між собою не менше двох метрів;
  - Біля входу має бути вказано максимальну кількість людей, які можуть перебувати всередині;
  - всі, крім священнослужителя, який проводить обряд, повинні носити маски;
  - Дезінфікуючий засіб для рук має бути на кожному вході та виході, і ним повинні користуватися всі, хто входить.
- Максимальна кількість осіб, які збираються вдома – 20 осіб.
- Усі школи та університети залишаються закритими.
- Дитячим садкам дозволено відновити роботу за певних умов.
- Громадські зібрання (включаючи весілля та похорони) дозволені на відкритому повітрі та в приміщенні за участю не більше 200 осіб, які зобов'язані дотримуватися фізичної дистанції не менше 2 метрів та інші рекомендації, згідно з відповідними інструкціями Інституту громадського здоров'я Чорногорії.

Улітку 2020 року відновлено роботу кінотеатрів і театрів.
Авіакомпанія «Montenegro Airlines» оголосила про відновлення комерційних рейсів з обмеженими напрямками приблизно 15 червня.
- Рух товарів до Чорногорії, а також транзитом до інших країн залишився безперешкодним, але підлягав спеціальному санітарному контролю.
- Обмеження кількості покупців відносно розміру торгової точки. На торгову площу менше 10 м² допускається лише один покупець. У торговельному об'єкті площею більше 10 м² незалежно від площі може одночасно перебувати не більше 50 покупців.
- Обов'язок торговельних закладів є вивішувати на вході оголошення про максимальну кількість осіб, які можуть одночасно перебувати в приміщенні, та здійснювати ці заходи шляхом забезпечення місця та позначення відстані не менше двох метрів між особами, які очікують входу чи виходу.
- Обмеження кількості відвідувачів, які можуть бути на базарі (тобто селянському/зеленому ринку) до 100.
- Термін дії прострочених водійських прав автоматично продовжується за наявності у водія дійсного страхового полісу та підтвердження дійсного технічного огляду автомобіля до 1 липня.
- Роботодавцям рекомендується дозволяти співробітникам продовжувати дистанційну роботу, коли це можливо, і надавати гнучкий робочий день батькам дітей віком до 11 років.
- Зобов’язання комерційних установ забезпечувати виконання заходів охорони здоров'я для своїх працівників, як це передбачено Інститутом охорони здоров'я Чорногорії.
- Дотримання епідеміологічних заходів для осіб, які виконують будівельні роботи, в тому числі соціальної дистанції між працівниками та інших заходів охорони праці.
- Призупинення збору в розмірі 2 євро за офіційні свідоцтва про народження.

### Вимоги щодо в'їзду та виїзду з Чорногорії
Відкрито сухопутні кордони з Боснією і Герцеговиною, Албанією, Сербією, Косово та Хорватією. Для в'їзду в Чорногорію тестування не потрібне, 14-денний карантин необхідний для відвідувачів, які прибувають із країн із понад 25 підтвердженими випадками на 100 тисяч населення.